# Рейна, Карлос Роберто
Карлос Роберто Рейна Идиакес (исп. Carlos Roberto Reina Idiáquez; 13 марта 1926, Тегусигальпа, Гондурас — 19 августа 2003, Тегусигальпа, Гондурас) — гондурасский политический деятель, президент страны в 1994–1998 годах.

## Ранняя биография
Родился в столице страны Тегусигальпа. Его жена, Бесси Уотсон, бывшая гражданкой США, родила ему двух дочерей. Рейна окончил Национальный университет Гондураса, получив степень бакалавра юридических и социальных наук. Впоследствии продолжил обучение в Лондоне и Париже.

## Политическая карьера
На протяжении своей длительной политической карьеры Рейна занимал много правительственных и международных должностей, в том числе был судьёй столичного суда, членом Международного суда в Гааге, послом Гондураса во Франции, а также председателем Центрального исполнительного совета Либеральной партии Гондураса.
Рейну несколько раз арестовывали за его политическую активность в оппозиции к военным правительствам. Впервые это произошло в 1944 году за протесты против диктатора Тибурсио Кариаса. Позже, в 1960-х годах, он был заключён за оппозицию генералу Освальдо Лопесу. Это побудило Рейну стать пылким борцом за права человека на протяжении остальных лет своей жизни. В 1979 году он возглавил Межамериканский суд по правам человека Организации американских государств.

### Президентство
Выиграл президентские выборы в ноябре 1993 года, набрав 53 % голосов избирателей.
Рейна унаследовал сложную экономическую ситуацию от своих предшественников. Внешний долг лёг тяжёлым бременем на экономику страны: на его обслуживание уходило 40 % гондурасского экспорта. Впрочем, этот долг снизился примерно на 700 миллионов долларов по сравнению с началом 1990-х годов.
В своей первой президентской речи провозгласил «моральную революцию»:
Я даю честное слово перед Богом, перед народом и перед историей, мы выполним те обязательства, которые взяли на себя. Мы победим коррупцию; мы продолжим политику социального либерализма. Мы увидим завершение моральной революции.
Одной из главных задач, которую он поставил перед своей администрацией, была реформа вооруженных сил. Эти изменения он совершил ещё до завершения первого года своего пребывания в должности. Первым шагом стало возвращение всей власти от военных к гражданским, а затем была отменена всеобщая воинская обязанность.

## Дальнейшая биография
В октябре 1998 года вступил на пост главы Центральноамериканского парламента (Parlacén), который занимал до 28 октября 1999 года.
19 августа 2003 года покончил жизнь самоубийством выстрелом из пистолета в возрасте 77 лет. Считается, что самоубийство стало следствием невыносимых болезней, которыми он страдал в последние годы своей жизни.